# 海爾 (密歇根州)
海爾，又稱海蘭德湖，是一個位於美國密歇根州利文斯頓縣普特南鄉的未組成社團社區。這個社區非常接近利文斯頓縣與沃什特瑙縣的邊界，且位於安娜堡以西北15英里（24）。此社區亦位於平克尼以西南3英里（4.8），而其郵政服務亦是由平克尼提供。

## 歷史

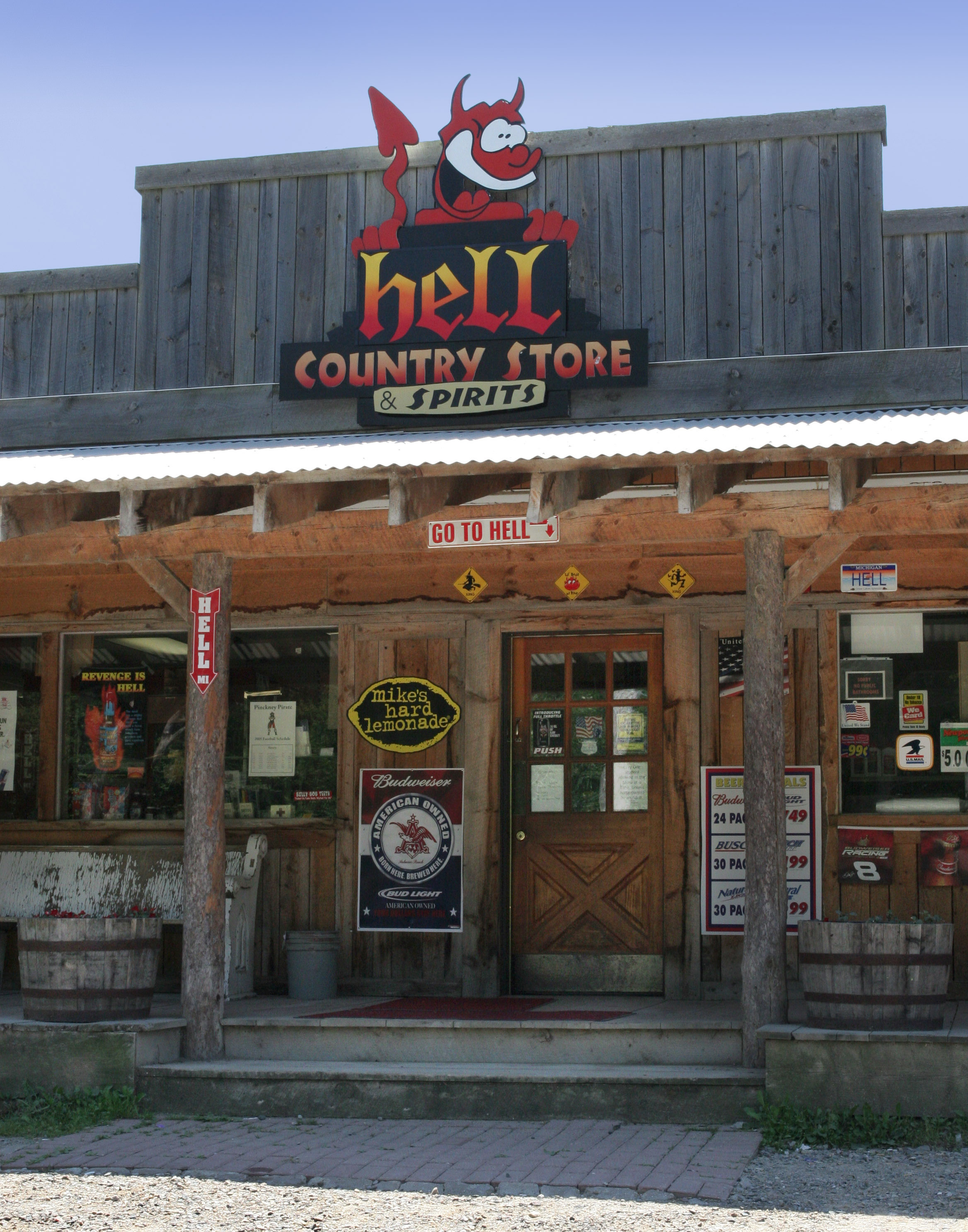
海爾的鄉村商店（攝於2005年7月）

海爾在早期的發展是由一間鋸木廠、磨坊、釀酒廠和酒館支撐的，而上述四座建築均為喬治·里夫斯所擁有。里夫斯是於1830年代自紐約州卡茲奇山遷進這一帶居住的。於1841年，他購入了一間現名為「海爾溪」的鋸木廠，並順便購買了鋸木廠周邊面積約為1,000英畝（400公頃）的土地。之後，里夫斯在這塊土地上建造了一間磨坊。此磨坊是由水力推動，而水源則是由小溪上的小水壩控制。因為這一帶的小麥產量過多，因此里夫斯又建造了一間釀酒廠，將剩餘的小麥釀製成威士忌酒。里夫斯亦開設了一間酒館。
酒館和釀酒廠隨即為里夫斯帶來豐厚的收入。里夫斯之後在酒館二樓建造了一個舞廳，並在周邊建造了一個賽馬場。可是，美國政府在美國內戰結束後便審查了里夫斯的物業，並派遣稅吏收稅。為了逃避巨額稅款，里夫斯便與顧客合作隱藏威士忌，成功避過了審查。在里夫斯的老年，其釀酒廠倒閉了，且磨坊也被烈焰吞噬。最終，里夫斯於1877年逝去。
於1924年，里夫斯的家族將其物業售予一群來自底特律的投資者。這群投資者增大了當地貯水池的面積，使之成為現今的海蘭德湖。很快，這一帶便發展成一個夏季度假區歐並成為了一個釣魚和遊泳勝地。
於1961年7月15日，海爾設立了自己的郵局，並於5月1日至9月30日期間運行。後來，因為政府不承認海爾的郵局，所以海爾便轉為使用平克尼的郵局。

## 名稱
關於此社區名稱來源，主要有兩個說法。第一個說法指出於1830年代，有兩個德國旅行者到達此地，而其中一個說了一句：「So schön hell!」（多麼美麗地鮮豔！）。當地人聽到他們評語中的「hell」（英語中意即地獄），就以這字稱呼此處，成了習慣。之後，當里夫斯被問及此地地名時，他便說：「我不在乎，就算你將其命名為海爾我都不在乎。」（I don't care, you can name it Hell for all I care.）因此，此社區得名「海爾」。第二個說法指出因當地擁有不少「海爾」似的茂密森林和寬廣濕地，因此得名「海爾」。「海爾」一名於1841年10月13日正式成為此社區的地名。
頗具趣味的是，海爾與同州契皮瓦縣的天堂（Paradise）相距僅294英里。

## 流行文化
- 在遊戲《金屬扭曲III》中，若玩家選擇惡魔爪牙一角並完成遊戲，那麼該惡魔爪牙便希望能夠住在海爾裡。可是，該惡魔爪牙最終未能達成願望，並被安排住在密歇根州的「海爾」中。[7]
- 電影《聖誕來搗蛋》的故事發生在海爾鄉鎮中。[8]
- 在2008年6月30日至7月4日期間，肯德基進行了一個宣傳活動「比海爾還要熱」（Hotter Than Hell）。在此活動中，肯德基每天免費送出了500張優惠券予故鄉溫度比密歇根州的「海爾」還要熱的人。[9]
- 漢堡餐廳红罗宾2013年2月18日至2月24日期間進行了一個宣傳活動。在此活動中，红罗宾會在「海爾」溫度在攝氏0度或以下時免費送出辣醬。結果「海爾」在2月20日的溫度是華氏25度（攝氏零下4度），餐廳便向每天首100名提及此宣傳活動的顧客送出辣醬[10]。

## 外部連結
- .   [2013-05-19]. （原始内容存档于2010-03-02）.
- .   [2013-05-19]. （原始内容存档于2010-09-29）.
- History of Hell, Michigan
- 中的“海爾 (密歇根州)”

42°26′05″N 83°59′06″W / 42.4347°N 83.985°W